# Klemens von Metternich
Klemens Wenzel Nepomuk Lothar von Metternich, furste av Metternich-Winneburg (1803), född 15 maj 1773 i Koblenz, död 11 juni 1859 i Wien, var en österrikisk statsman. Han tjänstgjorde som utrikesminister 1809–1821 och som statskansler 1821–1848 i det gamla österrikiska kejsardömet.

## Biografi
Klemens von Metternich var en av 1800-talets främsta statsmän och diplomater. Efter Österrikes nederlag i "trekejsarslaget" vid Austerlitz, vilket slutade i triumf för Napoleon den 2 december 1805 försökte Österrike under kejsar Frans II och sin nye utrikesminister sig på ett nytt försök att besegra Napoleon 1809, som fick ett lika katastrofalt slut för Österrike som fyra år tidigare. Metternich tvangs då "stryka Napoleon medhårs" tills senhösten 1812, då Napoleons armé gick under i sitt ryska fälttåg.
Våren 1813 var Metternich i hög grad inblandad i sjätte koalitionskriget mot det nu kraftigt försvagade Frankrike. Och han kunde efter första freden i Paris 1814 och andra freden i Paris, efter Napoleons definitiva nederlag vid Waterloo juni 1815, fira dessa stora framgångar för Österrikes räkning. Under Wienkongressen 1814 och 1815 utgjorde han en centralfigur. Där var hans mål att upprätta av ett konservativt Europa med Österrike som medelpunkt. Därför skulle Tyskland förbli splittrat, Italien tjäna som stöd för hans utrikespolitik, Ryssland hindras från ytterligare förstoring, Preussen trängas tillbaka och Frankrike omgärdas av medelstora stater.
Metternich var under 39 år stormakten Österrikes verklige makthavare och var under decenniet närmast efter Wienkongressen Europas politiska centralgestalt. Metternichs främsta mål var att få fram en jämvikt mellan stormakterna och säkerställa Österrikes ställning i Centraleuropa.
I samband med marsrevolutionen tvingades Metternich bort 1848 och flydde till London. När läget lugnat ner sig, återvände Metternich till Wien 1851.
Angående Metternich och Napoleon såg den förre Napoleon som en del av eller fortsättning av den franska revolutionen (1789), som 1793 hade låtit giljotinera både kung Ludvig XVI och senare även dennes österrikiska gemål, Marie-Antoinette. Likväl var han med och ordnade Napoleons andra äktenskap med den likaledes österrikiska ärkehertiginnan Marie Louise 1810.
Det så kallade Metternichska systemet hade som syfte att lösa tvister mellan Europas nationer.
Metternich blev utländsk ledamot av Vitterhetsakademien 1841.